# Топчій Костянтин Тимофійович
Костянтин Тимофійович Топчій (1900, селище при шахті «Марія» Катеринославської губернії, тепер місто Макіївка Донецької області – 15 січня 1961, місто Київ) — український партійний діяч, 1-й секретар Полтавського обкому КП(б)У, голова Верховного Суду УРСР. Обирався депутатом Верховної Ради СРСР 1-го скликання (1937) та депутатом Верховної Ради Української РСР 2-го (1947) скликання. Кандидат у члени ЦК КП(б)У в 1940—1946 р. Член ЦК КП(б)У в 1946—1949 р.

## Біографія
Народився у родині робітника-шахтаря. У березні 1912 — грудні 1914 р. — мастильник підйомної машини, у грудні 1914 — грудні 1915 р. — камеронщик, у грудні 1915 — жовтні 1917 р. — слюсар рудничної магістралі шахти № 4-6 Ясиновських рудників у місті Макіївці на Донбасі.
У жовтні 1917 — листопаді 1918 р. — червоноармієць загону Дмитра Жлоби в Червоній армії. У жовтні — листопаді 1917 р. — член РСДРП(б), вибув механічно.
У листопаді 1918 — березні 1919 р. — слюсар рудничної магістралі шахти № 4-6 Ясиновських рудників у місті Макіївці на Донбасі.
У березні 1919 — травні 1921 р. — червоноармієць 183-го стрілецького полку 21-ї Пермської стрілецької дивізії РСЧА на Південному і Західному фронтах.
Член РКП(б) з травня 1921 року.
У травні 1921 — лютому 1923 р. — курсант 5-ї військової інженерної школи у місті Томську. У лютому — вересні 1923 р. — курсант Томської губернської партійної школи.
У вересні 1923 — вересні 1928 р. — секретар Нижньо-Кринського селищного комуністичного осередку КП(б)У Харцизького району на Донбасі. У вересні 1928 — березні 1929 р. — директор дитячого містечка № 3 імені Ворошилова у селищі Нижня Кринка Харцизького району Донбасу. У березні 1929 — червні 1930 р. — секретар партійного колективу Харцизького трубного заводу «Сталь» у селищі Харцизьк.
У червні 1930 — лютому 1933 р. — студент Донецького гірничого інституту імені Артема у місті Сталіно, закінчив три курси.
У лютому 1933 — березні 1934 р. — заступник начальника Політичного відділу з партійно-масової роботи Бригадирівської машинно-тракторної станції в селі Ганнівка Козельщинського району Харківської області. У березні 1934 — квітні 1935 р. — начальник Політичного відділу машинно-тракторної станції в селі Лазірки Харківської області.
У квітні 1935 — березні 1937 р. — 1-й секретар Лазірківського районного комітету КП(б)У Харківської області. У березні — жовтні 1937 р. — 1-й секретар Лохвицького районного комітету КП(б)У Харківської області.
У жовтні 1937 — 1 червня 1938 р. — 1-й секретар Організаційного бюро КП(б)У по Полтавській області.
У травні 1938 (офіційно 28 липня 1939) — листопаді 1941 року — голова Верховного Суду Української РСР. Під час Німецько-радянської війни у листопаді 1941 — серпні 1943 р. — заступник голови військових трибуналів Південно-Західного, Сталінградського, Донського і Центрального фронтів. У серпні 1943 — травні 1945 р. — голова Верховного Суду Української РСР.
23 травня — 11 жовтня 1945 року — 1-й секретар Полтавського обласного комітету КП(б)У.
У листопаді 1945 — 20 листопада 1948 року — голова Верховного Суду Української РСР. У грудні 1948 — лютому 1949 р. — не працював.
У лютому 1949 — квітні 1952 р. — начальник Кам'янець-Подільського обласного управління легкої промисловості. У квітні 1952 — 1958 р. — директор Старокостянтинівського цукрового заводу в місті Старокостянтинові Кам'янець-Подільської області.
З 1958 року — персональний пенсіонер.

## Нагороди
- орден Леніна
- орден Трудового Червоного Прапора
- орден Червоної Зірки
- медаль «За оборону Сталінграда»
- медаль «За перемогу над Німеччиною у Великій Вітчизняній війні 1941–1945 рр.»
- медаль «За доблесну працю у Великій Вітчизняній війні 1941–1945 рр.».